# Longidorus striola
Longidorus striola är en rundmaskart. Longidorus striola ingår i släktet Longidorus och familjen Longidoridae. Inga underarter finns listade i Catalogue of Life.